# نقص البنزين جنوب شرق الولايات المتحدة 2016

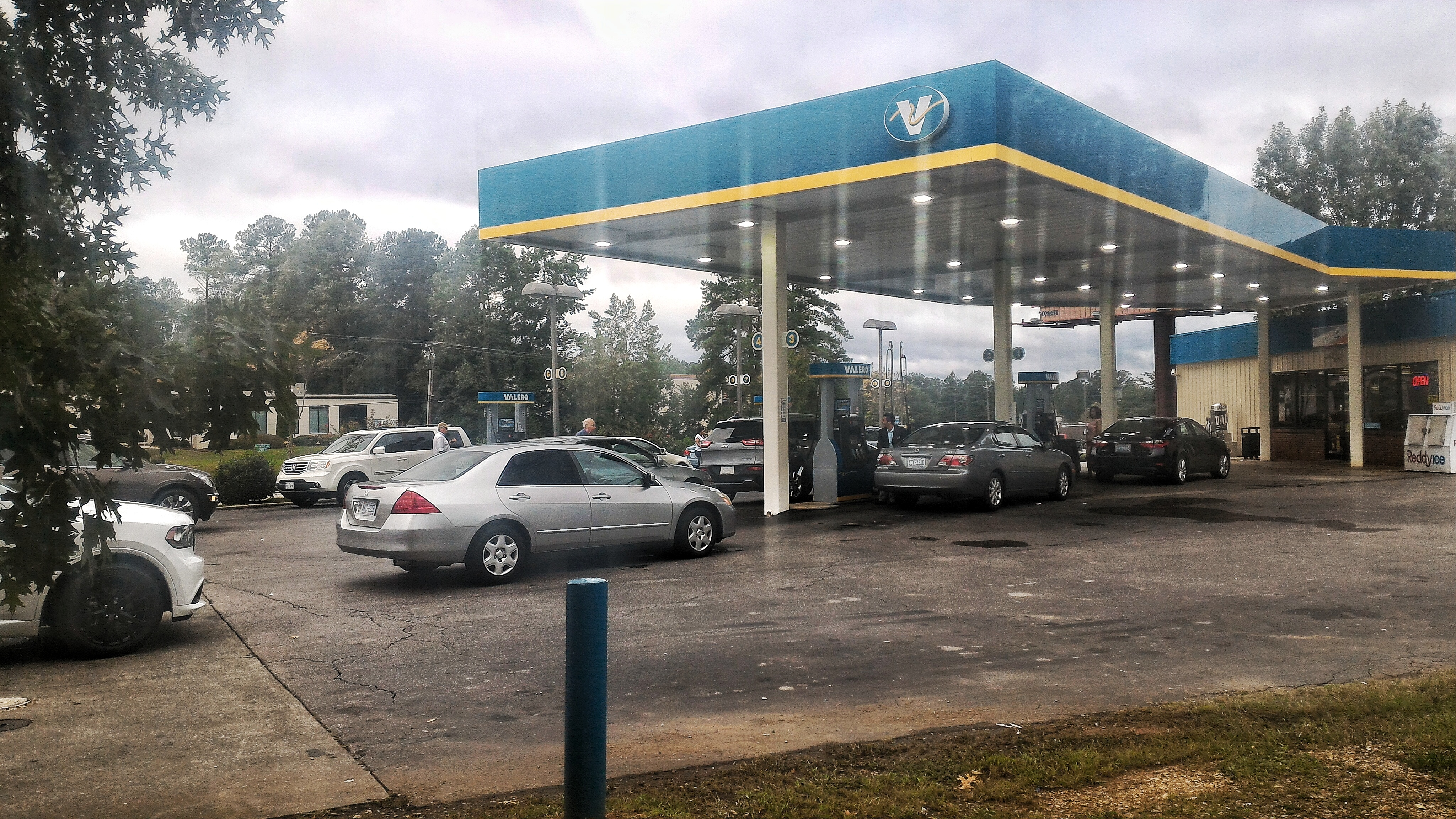
اصطفاف المركبات عند محطة Valero للوقود في رالي، بولاية كارولاينا الشمالية.

نقص البنزين جنوب شرق الولايات المتحدة 2016 كانت ظاهرة نتجت عن التسرب في خط الأنابيب الاستعماري لعام 2016 وما نتج عنه من عمليات شراء بدافع الذعر، حيث نفد البنزين بالكامل من العديد من محطات الوقود في ست ولايات، مما تسبب في ارتفاع الأسعار وتوقف الخدمات، والعديد من إعلانات حالات الطوارئ.
يوم الاثنين 12 سبتمبر 2016 حدث تسرب في مقاطعة شيلبي ألاباما، مما أدى إلى تسرب ما يقدر بـ 350.000 جالون أمريكي من البنزين الصيفي، مما تطلب إغلاقًا جزئيًا لخط الأنابيب، وتسبب في نقص الغاز في معظم جنوب شرق الولايات المتحدة. تأثرت ست ولايات (ألاباما وجورجيا وتينيسي ونورث كارولينا وساوث كارولينا وفيرجينيا)، حيث أعلنت ألاباما وتينيسي ونورث كارولينا وجورجيا حالات الطوارئ. ألغت هذه الإعلانات قيودًا معينة على الحجم والوزن على المركبات التي تنقل البنزين، والساعات المسموح لها بالتوصيل.
نفد الوقود بالكامل في العديد من محطات الوقود في المناطق المتضررة. ساهم شراء الذعر بشكل كبير في هذا.

## التاريخ
تم اكتشاف تسرب خط الأنابيب الاستعماري في مقاطعة شيلبي ألاباما لأول مرة في 9 سبتمبر. بحلول 17 سبتمبر بدأت المناطق المتضررة تعاني من نقص في الغاز بسبب التسرب وشراء الذعر. أعلنت كولونيال عن بناء خط أنابيب جانبي.
في 21 سبتمبر أعلنت شركة كولونيال بايبلاين عن الانتهاء من خط أنابيب طارئ. في حين أن التدفق الآن بالمعدلات المثلى، تدعي كولونيال أن الأمر سيستغرق «عدة أيام» قبل أن يصل الوقود المُعالج إلى المناطق المتضررة ويجددها.

## استجابة الحكومة
في 13 سبتمبر أعلن حاكم جورجيا ناثان ديل حالة الطوارئ. في 15 سبتمبر أعلن حاكم ولاية ألاباما روبرت ج. بنتلي حالة الطوارئ. تم إغلاق خط الأنابيب في 16 سبتمبر، وبدأ المنظمون الفيدراليون بالتحقيق في سبب التسريب. أعلن حاكم ولاية كارولينا الشمالية بات ماكروري وحاكم ولاية تينيسي بيل هاسلام وحاكم ولاية كارولينا الجنوبية نيكي هايلي حالات الطوارئ، مما سمح لناقلات الوقود بالعمل لساعات أطول للحفاظ على توافر البنزين.
في 21 سبتمبر أعلنت ولايتا كارولينا الشمالية وفيرجينيا انتهاء حالة الطوارئ عند ورود أنباء عن استكمال خط الأنابيب الاستعماري للخط الجانبي.